# Бланка Ланкастерська, баронеса Вейк
Бла́нка Ланка́стерська (англ. Blanche of Lancaster; близько 1305 — до 10 липня 1380) — англійська аристократка, дочка Генрі Плантагенета, 3-го графа Ланкастера та Матильди Чаворт, дружина Томаса Вейка, 2-го барона Вейка з Лідделла. Залишилася бездітною, пережила чоловіка на 30 років. У 1350-х роках стався конфлікт між Бланкою та єпископом Ілі Томасом Лайлом, у якому суд став на бік баронеси.

## Життєпис
Належала до молодшої гілки англійського королівського дому Плантагенетів. Друга дитина і старша дочка Генрі Плантагенета, 3-го графа Ланкастера і 3-го графа Лестера, онука короля Генріха III, від шлюбу з Матильдою (Мод) де Чаворт; всього в цьому шлюбі народилися шість дочок і один син. Бланка народилася приблизно 1305 року. 
До 9 жовтня 1316 батько видав її без дозволу короля Едуарда II (свого двоюрідного брата) в шлюб з Томасом Вейком — сином Джона Вейка, 1-го барона Вейка з Лідделла, і Джоан Фієнн. Едуард, дізнавшись про це, розлютився, але пізніше пом'якшав і дозволив Вейку прийняти батьківську спадщину — чималі землі в Лінкольнширі й Камберленді та титул. Так Бланка стала баронесою Вейк із Лідделла.
У правління Едуарда III Томас Вейк увійшов до найближчого оточення короля і завжди мав його прихильність; це було пов'язано у тому числі й зі свояцтвом між Томасом та Едуардом, яке виникло завдяки шлюбу першого з Бланкою — троюрідною сестрою другого. Барон помер 1349 року. Бланка залишилася бездітною, а тому землі та титул Вейків перейшли до сестри Томаса та її нащадків, графів Кент. Баронеса як «вдовину частку» отримала в довічне володіння замок Бурн у Лінкольнширі та інші маєтки. 
У наступні роки між нею і єпископом Ілі Томасом Лайлом стався конфлікт, який переріс у довгу й запеклу суперечку: люди єпископа грабували і спалювали маєтки, що належали Бланці, нападали на її васалів. Одного з останніх, Вільяма Голма, було вбито. Баронеса звернулася до королівського суду, той визнав Лайла винним у завданні їй серйозної шкоди і зобов'язав виплатити компенсацію.
У квітні 1372 баронеса отримала опіку над своїм троюрідним племінником, онуком Джоан Ланкастерської Джоном Моубреєм, і його великими володіннями, що включали землі Моубреїв і Сегрейвів.
Померла до 10 липня 1380 року. Похована в церкві Братів Менших у Стемфорді (Лінкольншир).